# Universidad Popular de Cartagena
La Universidad Popular de Cartagena (UP) es un centro de educación popular fundado por primera vez en 1932 en la ciudad española de Cartagena (Región de Murcia).

## Historia
En 1931, y tras la proclamación de la Segunda República, el nuevo Gobierno nacional se propuso una mejora de la situación educativa de España con un amplio programa de reformas e iniciativas, entre las que se incluían las Misiones Pedagógicas o La Barraca. Deseando colaborar en este esfuerzo, los poetas Carmen Conde y Antonio Oliver decidieron poner en marcha en su ciudad natal una universidad popular, institución de gran arraigo en Francia pero que hasta entonces no había conseguido afianzarse en España. La idea se materializó con la apertura del centro el 10 de marzo de 1932, con el objetivo marcado en promover la alfabetización de la población mediante la impartición de clases gratuitas y la programación de actos culturales.
El consejo directivo de la UP estuvo integrado por ambos poetas, Ginés de Arlés García, Manuel Mas Gilabert y Antonio Puig Campillo, quien ocupó la presidencia. La financiación vino del Ayuntamiento de Cartagena, así como de particulares como el médico Luis Calandre, a quien en 1935 se concedió el título de presidente honorario en reconocimiento a su colaboración tanto económica como docente.
La universidad mantuvo una estrecha relación con el Patronato de Misiones Pedagógicas, que cristalizó en que la misión inaugural en la provincia de Murcia consistiese en un proyecto conjunto de enseñanza en que el equipo enviado por el Patronato, compuesto por Matilde Moliner Ruiz, Pablo de Andrés Cobos y Antonio Sánchez Barbudo, partió desde la sede de la institución cartagenera acompañado por Conde y Oliver, desplazándose entre el 26 de marzo y el 1 de abril de 1933 a las localidades de Cabo de Palos, Fuente Álamo de Murcia y Zarcilla de Ramos. A esta siguieron más expediciones y visitas de personalidades ilustres, como la que el 28 de enero de 1933 tuvo por objeto la presentación de Perito en lunas, primer libro publicado de Miguel Hernández, y a cuyo acto acudió también su valedor Ramón Sijé. El estallido de la guerra civil, sin embargo, interrumpió todas las actividades del centro, entre ellas la publicación del boletín oficial del centro, Presencia. Cuaderno de afirmación de la Universidad Popular.
En 1981 la UP fue refundada, con el apoyo de la asociación cultural Abraxas y al amparo del gobierno municipal del democráticamente electo Enrique Escudero de Castro. En esta segunda época, la de Cartagena fue la primera institución de su tipo en entrar en funcionamiento en la Región de Murcia, y en 1984 estableció junto a las demás una coordinación técnica a la que se dio carácter oficial en el encuentro regional que tuvo lugar al año siguiente.